# Percy Sledge
Percival Tyrone Sledge (Leighton, Alabama, 25 de noviembre de 1940-Baton Rouge, Luisiana, 14 de abril de 2015), más conocido como Percy Sledge, fue un cantante estadounidense de soul y blues. 
Sledge fue una de las figuras clave del soul y uno de los pioneros del llamado country soul a finales de la década de 1960. Se le conoce mundialmente por su interpretación del tema When a Man Loves a Woman (1966), que fue el único número 1 de toda su discografía. Su admirable voz le llevó a la inmortalización de dicho tema, aunque también obtuvo otros grandes éxitos en la década de 1970, como I'll be your everything y Sunshine.
En 1987 obtuvo otro éxito internacional cuando su tema de 1966 "When A Man Loves A Woman" se utilizó en un anuncio de la famosa marca Levi's.[cita requerida]
Por su repercusión como figura de la música, fue incluido en el Rock and Roll Hall of Fame en 2005.
Falleció el 14 de abril de 2015, a los 74 años, en su residencia de Baton Rouge (Luisiana), debido a un cáncer hepático.